# Електротермічний ракетний двигун
Електротермічний ракетний двигун — тип електричного ракетного двигуна, характеризується тим, що спочатку електрична енергія використовується для нагрівання робочого тіла (газу). Потім термічна енергія струменя перетворюється на кінетичну енергію струменя в соплі. Зазвичай це сопло Лаваля, що дозволяє прискорити газ до надзвукових швидкостей. Перша в світі діюча модель даного двигуна була отримана 1929 року газодинамічною лабораторією Ленінградського фізико-технічного інституту під керівництвом Глушка В. П.

## Короткі технічні характеристики
Двигуни поділяються за типом нагрівання газу. Найпростіший — електронагрівний. У ньому газ нагрівається завдяки теплообміну з нагрівальним елементом. Нагрівальний елемент робиться з електропровідного матеріалу, що витримує високі термічні навантаження (графіт, сплави вольфраму, молібдену, ренію). В електродуговому електричному двигуні газ нагрівається в електричній дузі постійного або змінного струму.
Оскільки газ не можна нагріти вище від температури нагрівача, найбільшу швидкість витікання можна одержати за тієї ж температури з газом малої молекулярної маси (водень, гелій). На практиці використання водню утруднене через складність його зберігання. Іноді використовується аміак або гідразин, які зберігаються в рідкому вигляді. Також можливе використання азоту та інших хімічно інертних газів.
Найбільша швидкість витікання в таких двигунах залежить від середньої молекулярної маси газів, що витікають, температури і показника адіабати:
{\displaystyle w={\sqrt {{\frac {2k}{k-1}}{\frac {\ R_{u}T}{M}}}}}
де {\displaystyle w} — швидкість витікання, {\displaystyle k} — показник адіабати, {\displaystyle R_{u}} — універсальна газова стала, {\displaystyle T} — температура, {\displaystyle M} — молекулярна маса. Звідси видно, що для досягнення найбільшої швидкості потрібно використовувати газ з найменшою молекулярною масою (наприклад, водень) і нагрівати його до високої температури.  електричній дузі газ можна нагріти до 15 000 К.

## Використання
Нині електротермічні двигуни серії Aerojet MR-510 використовуються на супутниках Lockheed Martin A2100 з застосуванням гідразину як рушія, забезпечуючи понад 585 с середнього питомого імпульсу за потужності 2 кВт.